# Christian Zais
Christian Zais (Stoccarda, 4 marzo 1770 – Wiesbaden, 26 aprile 1820) è stato un architetto e urbanista tedesco.

## Attività
La città di Wiesbaden è stata oggetto di diverse opere dell'architetto. Zais progettò una serie di importanti edifici nella città termale, tra cui la costruzione, dal 1808 al 1811, della Kurhaus Wiesbaden nella sua prima versione, l'Erbprinzenpalais a Wilhelmstrasse, utilizzata oggi come Camera di Commercio nel 1813, e l'hotel Four Seasons che fu distrutto durante i bombardamenti alleati nel 1945.
Zais ha promosso l'uso di materiali più economici, compreso l'uso estensivo di terra battuta. Il 1818 vide Zais sviluppare un piano regolatore della città per "l'ampliamento e l'abbellimento della città"; il piano prevedeva di circondare il centro storico di Wiesbaden con nuove strade a pianta pentagonale. Zais ha affrontato una forte opposizione da parte degli abitanti della città mentre sviluppava tale progetto. Progetto che era sostenuto da Guglielmo, duca di Nassau che operava dalla sua residenza di Palazzo Biebrich. Data questa opposizione, Zais collocò deliberatamente il Kurhaus fuori dai confini della città.
Utilizzando fondi privati, il 1821 vide il culmine della costruzione dell'hotel Four Seasons e delle terme, con 140 stanze. Questo singolo edificio ha comportato un grosso impegno finanziario da parte della famiglia Zais. L'architetto morì prima del completamento del progetto. Inizialmente sepolto a Heidenmauer, nel 1832 i suoi resti furono trasferiti nel cimitero di via Platter. La sua tomba è stata sostituita da una targa.